# 西川田駅

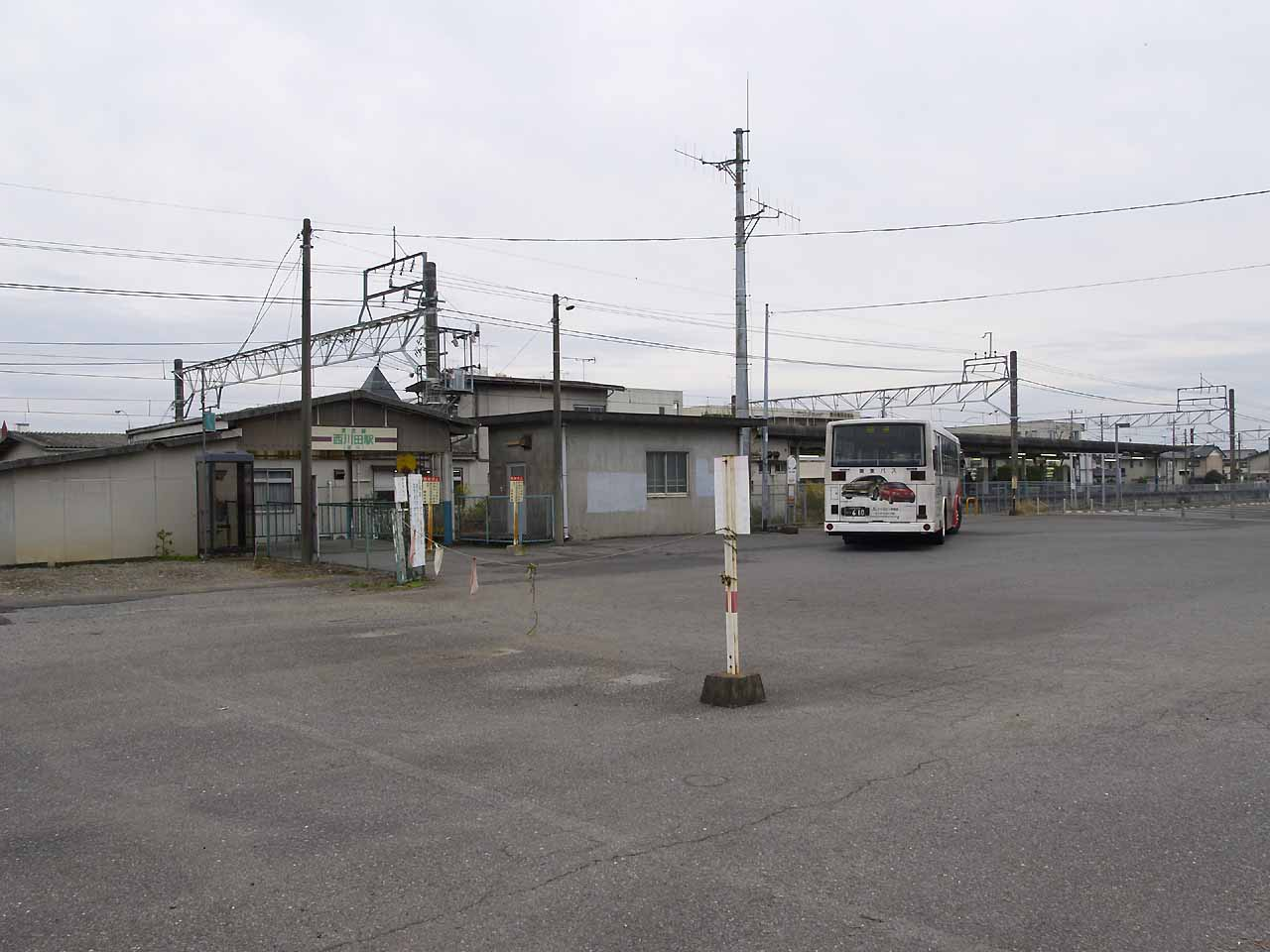
西口（2008年11月）

西川田駅（にしかわだえき）は、栃木県宇都宮市西川田五丁目にある、東武鉄道宇都宮線の駅である。駅番号はTN 37。

## 歴史
- 1931年（昭和6年）
  - 8月11日：宇都宮線開通と同時に開業[1]。
  - 12月27日：大谷線西川田 - 新鶴田間が開通。
- 1964年（昭和39年）6月16日：大谷線西川田 - 立岩間が廃止。これにより大谷線全線が廃止。

## 駅構造

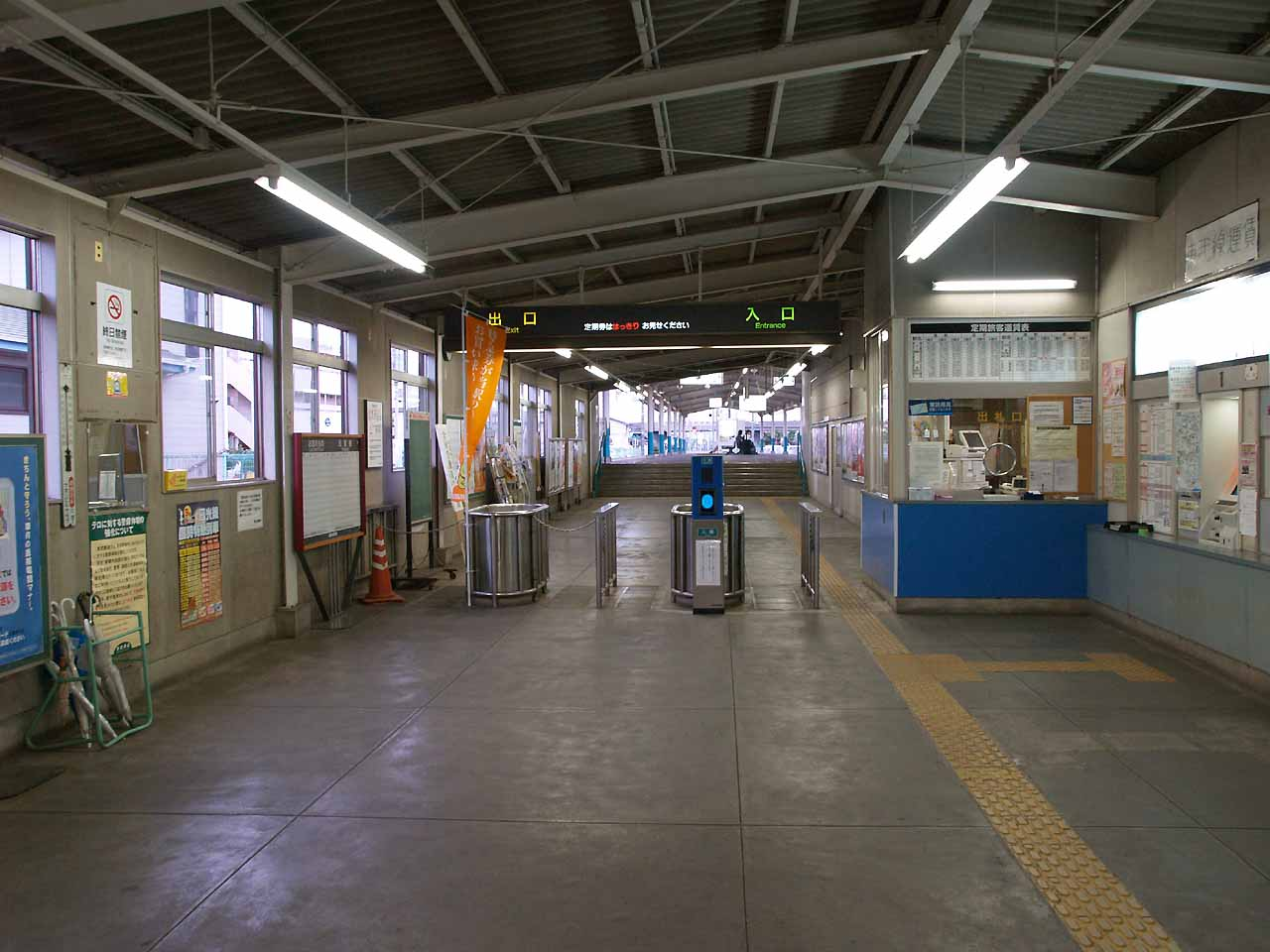
コンコース（2007年9月）

島式ホーム1面2線を有する地上駅。駅舎はホームの東武宇都宮方にあり、東西の出入り口とは地下自由通路により連絡している。1990年代中期まで東口地下自由通路入口付近には旧駅舎があり、駅舎移転後も臨時の出札窓口と個人経営の売店として使われていた。PASMO対応簡易ICカード改札機設置駅。
栃木県総合運動公園や宇都宮競馬場（2005年廃止）の最寄り駅でもあることから、ホーム幅員は広めとなっている。

### のりば
| 番線 | 路線     | 方向 | 行先           |
| ---- | -------- | ---- | -------------- |
| 1    | 宇都宮線 | 下り | 東武宇都宮方面 |
| 2    | 宇都宮線 | 上り | 新栃木方面     |

## 利用状況
2024年度の1日平均乗降人員は2,357人である。
近年の1日平均乗降人員および乗車人員の推移は下記の通り。
| 年度               | 1日平均 乗降人員 | 1日平均 乗車人員 | 出典       |
| ------------------ | ---------------- | ---------------- | ---------- |
| 2001年（平成13年） | 3,007            |                  |            |
| 2002年（平成14年） | 2,883            |                  |            |
| 2003年（平成15年） | 2,785            |                  |            |
| 2004年（平成16年） | 2,780            |                  |            |
| 2005年（平成17年） | 2,754            |                  |            |
| 2006年（平成18年） | 2,668            |                  |            |
| 2007年（平成19年） | 2,607            |                  |            |
| 2008年（平成20年） | 2,575            | 1,286            |            |
| 2009年（平成21年） | 2,474            | 1,238            |            |
| 2010年（平成22年） | 2,312            | 1,150            |            |
| 2011年（平成23年） | 2,217            | 1,118            |            |
| 2012年（平成24年） | 2,165            | 1,091            |            |
| 2013年（平成25年） | 2,260            | 1,146            |            |
| 2014年（平成26年） | 2,340            | 1,185            |            |
| 2015年（平成27年） | 2,346            | 1,184            |            |
| 2016年（平成28年） | 2,350            | 1,199            |            |
| 2017年（平成29年） | 2,368            | 1,204            |            |
| 2018年（平成30年） | 2,343            | 1,187            |            |
| 2019年（令和元年） | 2,410            |                  |            |
| 2020年（令和02年） | 1,823            |                  |            |
| 2021年（令和03年） | 2,007            | 1,020            | [ 東武 3 ] |
| 2022年（令和04年） | 2,183            | 1,114            | [ 東武 4 ] |
| 2023年（令和05年） | 2,247            | 1,142            | [ 東武 5 ] |
| 2024年（令和06年） | 2,357            | 1,194            | [ 東武 1 ] |

## 駅周辺
駅名は駅開業当時の姿川村大字西川田にちなむ。現在の西川田地域は宇都宮市南西部の住宅街である。
- 栃木県総合運動公園
  - カンセキスタジアムとちぎ
  - 栃木県総合運動公園野球場
  - とちのきファミリーランド
- 栃木県子ども総合科学館
- 軽自動車検査協会栃木事務所
- 宇都宮市立姿川第一小学校
- 宇都宮西川田郵便局
- 足利銀行江曽島支店西川田出張所
- カンセキ本社
- 栃木県道2号宇都宮栃木線 - 旧道が駅の西側で並行。
- 宇都宮環状道路（国道121号） - 駅の南側で交差。
- 栃木県道299号西川田停車場線 - 西口と栃木県道2号を結ぶ。
- 栃木県道335号西川田停車場運動公園線（国体通り） - 東口と総合運動公園を結ぶ。
- 小野測器 宇都宮テクニカル＆プロダクトセンター

## バス路線
関東自動車の路線が乗り入れている。西口はJR宇都宮駅方面、東口は雀宮駅方面への路線が発着している。
かつては西口駅前に東武鉄道バス事業本部西川田出張所があり、JR宇都宮駅・子ども科学館・総合運動公園・獨協医科大学病院・おもちゃのまち駅への路線が発着していた（1991年に廃止、路線は関東自動車へ譲渡後、総合運動公園以南の区間を廃止）。2022年（令和4年）9月29日から10月11日まで、第77回国民体育大会（いちご一会とちぎ国体）に合わせ、西川田駅 - 総合運動公園間に自動運転バス（京セラ・trota）の路線が設定された。

## 隣の駅
東武鉄道
 宇都宮線
安塚駅（TN 36） - 西川田駅（TN 37） - 江曽島駅（TN 38）